# Hoonigan Racing Division
Hoonigan Racing Division est une équipe américaine de sport automobile engagée en championnat du monde de rallycross. Elle a évolué par le passé en Global Rallycross Championship, en WRC et en Rally America.
La structure fut créée par Ken Block en 2010 pour lui permettre d'évoluer dans divers championnats mondiaux. Sponsorisée par Monster Energy, l'équipe utilisait une Ford Fiesta RS WRC pour quelques épreuves du WRC.
En Global Rallycross, Ken Block termina le championnat 2012 à la cinquième place, la troisième en 2013, la seconde en 2014 et la septième en 2015. Il a également participé au Championnat du monde de rallycross 2014 et pris la troisième place en Norvège et la quatrième place en France sur le Circuit de Lohéac.
En 2016, l'équipe reçoit le soutien officiel de Ford pour participer à l'intégralité du Championnat du monde de rallycross. Block fait équipe avec Andreas Bakkerud pour piloter deux Ford Focus RS RX,. Cette toute nouvelle voiture est construite et exploitée par M-Sport, une entreprise britannique spécialisée dans le développement et l'exploitation des Ford Fiesta en WRC.
Le 4 octobre 2017, Ford officialise l’arrêt du programme rallycross avec Hoonigan racing, tout en n'excluant pas un retour dans le futur dans une catégorie électrique. L'équipe reprend du service en 2018 dans le nouveau championnat Americas Rallycross avec Ken Block et Steve Arpin.

## Résultats

### Championnat du Monde des Rallyes
| Année | Equipe                          | Voiture            | No. | Pilote         | 1      | 2      | 3       | 4      | 5   | 6       | 7     | 8       | 9       | 10     | 11     | 12      | 13     | WRC  | Points | Teams | Points |
| ----- | ------------------------------- | ------------------ | --- | -------------- | ------ | ------ | ------- | ------ | --- | ------- | ----- | ------- | ------- | ------ | ------ | ------- | ------ | ---- | ------ | ----- | ------ |
| 2010  | Monster Energy World Rally Team | Ford Focus RS WRC  | 43  | Ken Block      | SUE    | MEX 18 | JOR     | TUR 24 | NZL | POR Ret | BUL   | FIN     | ALL Ret | JPN    | FRA 12 | ESP 9   | GBR 21 | 19th | 2      | -     | -      |
| 2011  | Monster Energy World Rally Team | Ford Fiesta RS WRC | 43  | Ken Block      | SUE 14 | MEX 12 | POR DNS | JOR    | ITA | ARG 18  | GRE   | FIN     | ALL 17  | AUS 19 | FRA 8  | ESP Ret | GBR 9  | 22nd | 6      | 8th   | 27     |
| 2012  | Monster Energy World Rally Team | Ford Fiesta RS WRC | 21  | Chris Atkinson | MON    | SUE    | MEX Ret | POR    | ARG | GRE     | NZL   | FIN     | ALL     | GBR    | FRA    | ITA     | ESP    | 20th | 4      | -     | -      |
| 2012  | Monster Energy World Rally Team | Ford Fiesta RS WRC | 43  | Ken Block      | MON    | SUE    | MEX 9   | POR    | ARG | GRE     | NZL 9 | FIN Ret | ALL     | GBR    | FRA    | ITA     | ESP    | 28th | 4      | -     | -      |
| 2013  | Hoonigan Racing Division        | Ford Fiesta RS WRC | 43  | Ken Block      | MON    | SUE    | MEX 7   | POR    | ARG | GRE     | ITA   | FIN     | ALL     | AUS    | FRA    | ESP     | GBR    | 17th | 6      | -     | -      |

### Championnat du Monde de Rallycross

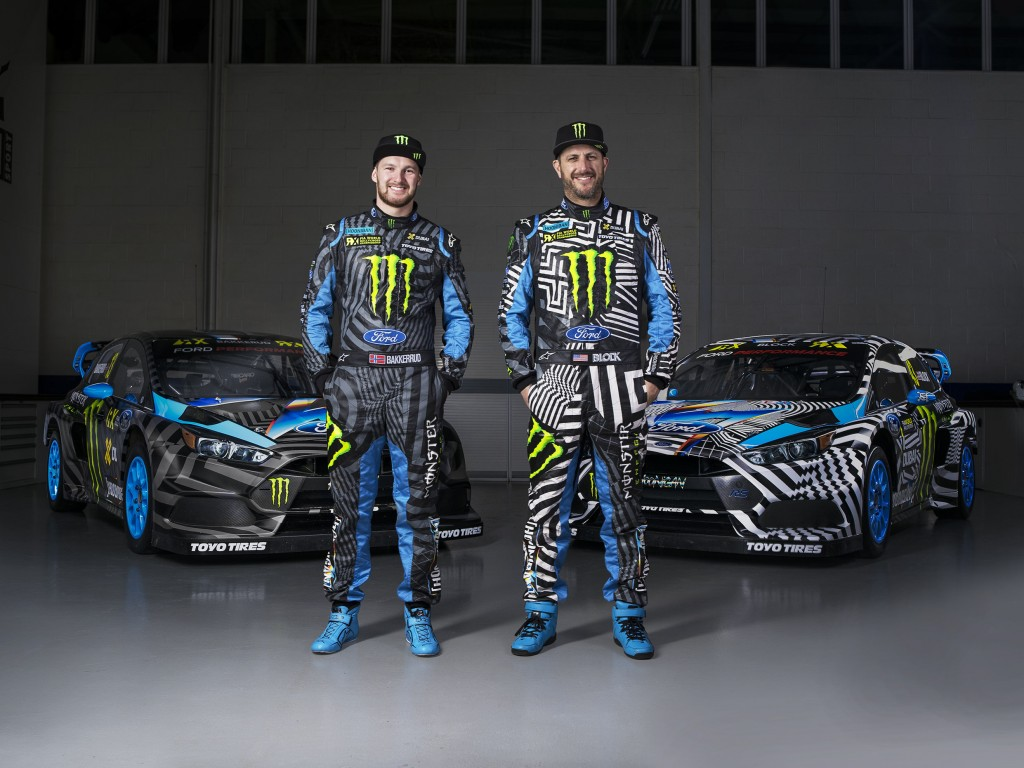
Ken Block et Andreas Bakkerud devant leurs Ford Focus RS RX 2016

#### Supercar
| Année | Equipe                   | Voiture          | No. | Pilote           | 1      | 2      | 3      | 4      | 5      | 6      | 7      | 8     | 9   | 10  | 11      | 12  | WRX   | Points | Teams | Points |
| ----- | ------------------------ | ---------------- | --- | ---------------- | ------ | ------ | ------ | ------ | ------ | ------ | ------ | ----- | --- | --- | ------- | --- | ----- | ------ | ----- | ------ |
| 2014  | Hoonigan Racing Division | Ford Fiesta ST   | 43  | Ken Block        | POR    | GBR    | NOR 3  | FIN    | SUE    | BEL    | CAN    | FRA 4 | ALL | ITA | TUR DNP | ARG | 16th  | 32     | N/A   | N/A    |
| 2016  | Hoonigan Racing Division | Ford Focus RS RX | 13  | Andreas Bakkerud | POR 4  | HOC 12 | BEL 14 | GBR 6  | NOR 1  | SUE 1  | CAN 2  | FRA   | BAR | LET | ALL     | ARG | 3rd*  | 132*   | 4th*  | 167*   |
| 2016  | Hoonigan Racing Division | Ford Focus RS RX | 43  | Ken Block        | POR 18 | HOC 3  | BEL 19 | GBR 14 | NOR 14 | SUE 13 | CAN 10 | FRA   | BAR | LET | GER     | ARG | 14th* | 35*    | 4th*  | 167*   |

* Saison en cours.

### Championnat d'Europe de Rallycross

#### Supercar
| Année | Equipe                   | Voiture        | No | Pilote    | 1   | 2     | 3   | 4   | 5   | ERX  | Points |
| ----- | ------------------------ | -------------- | -- | --------- | --- | ----- | --- | --- | --- | ---- | ------ |
| 2014  | Hoonigan Racing Division | Ford Fiesta ST | 43 | Ken Block | GBR | NOR 1 | BEL | ALL | ITA | 15th | 16     |

### Global Rallycross

#### Supercar
| Année | Equipe                               | Voiture        | No | Pilote    | 1      | 2      | 3        | 4      | 5      | 6      | 7      | 8      | 9     | 10      | 11      | 12    | GRC  | Points |
| ----- | ------------------------------------ | -------------- | -- | --------- | ------ | ------ | -------- | ------ | ------ | ------ | ------ | ------ | ----- | ------- | ------- | ----- | ---- | ------ |
| 2011  | Monster World Rally Team             | Ford Fiesta    | 43 | Ken Block | IRW1   | IRW2   | SEA1     | SEA2   | PIK1   | PIK2   | LA1 11 | LA2 13 |       |         |         |       | 23rd | 10     |
| 2012  | Monster World Rally Team Ford Racing | Ford Fiesta    | 43 | Ken Block | CHA 15 | TEX 8  | LA 2     | LOU 5  | LV 7   | LVC 10 |        |        |       |         |         |       | 5th  | 58     |
| 2013  | Hoonigan Racing Division             | Ford Fiesta ST | 43 | Ken Block | BRA 9  | MUN1 2 | MUN2 DSQ | LOU 5  | BRI 2  | IRW 6  | ATL 8  | CHA 7  | LV 1  |         |         |       | 3rd  | 115    |
| 2014  | Hoonigan Racing Division             | Ford Fiesta ST | 43 | Ken Block | BAR 10 | AUS 11 | DC 7     | NY 3   | CHA 1  | DAY 2  | LA1 3  | LA2 2  | SEA 9 | LV 1    |         |       | 2nd  | 376    |
| 2015  | Hoonigan Racing Division             | Ford Fiesta ST | 43 | Ken Block | FTA 1  | DAY1 8 | DAY2 2   | MCAS 1 | DET1 1 | DET2 7 | DC 3   | LA1 11 | LA2 9 | BAR1 11 | BAR1 10 | LV 10 | 7th  | 345    |

## Galerie de photographies

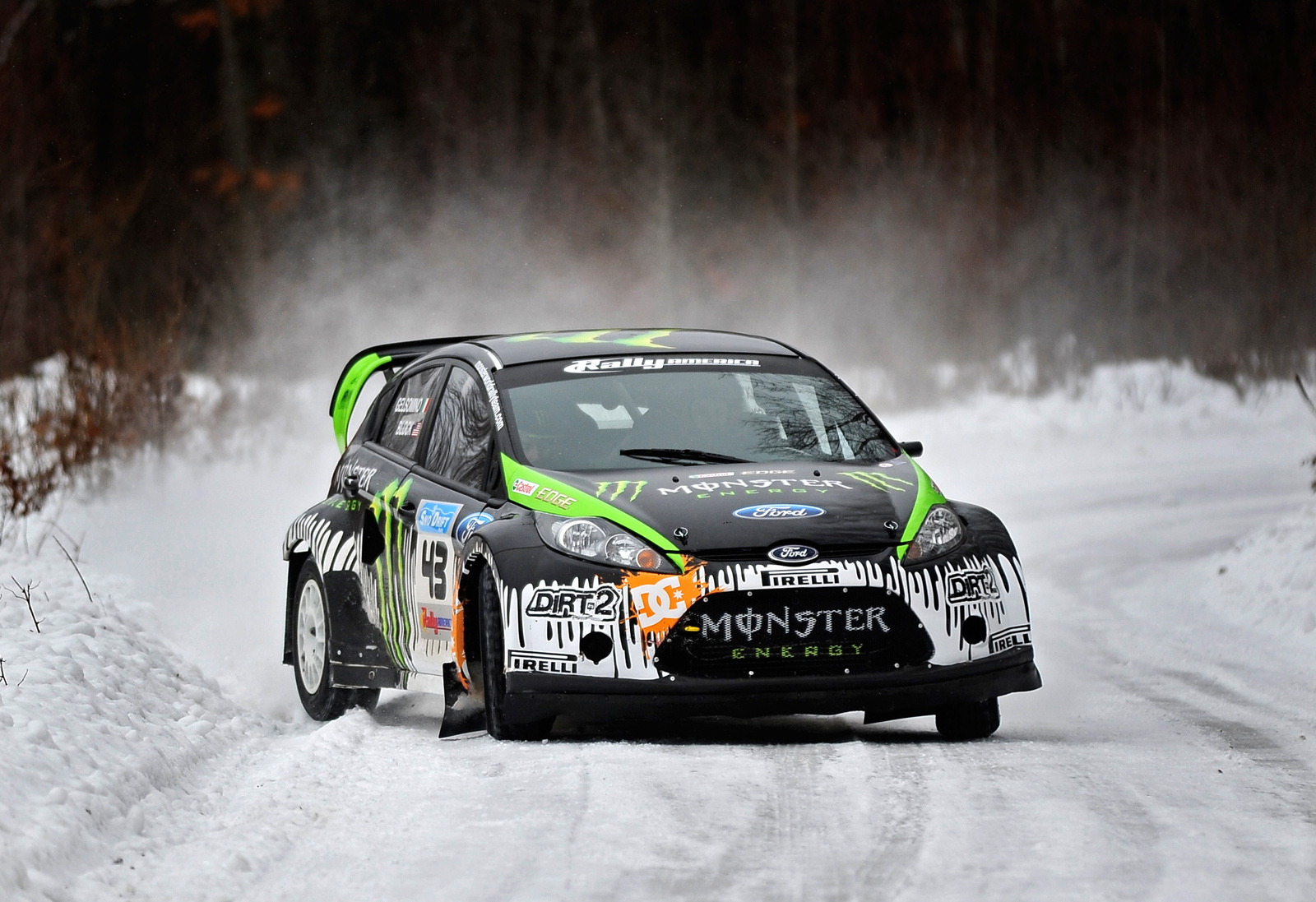
Sno* Drift Rally test drive.
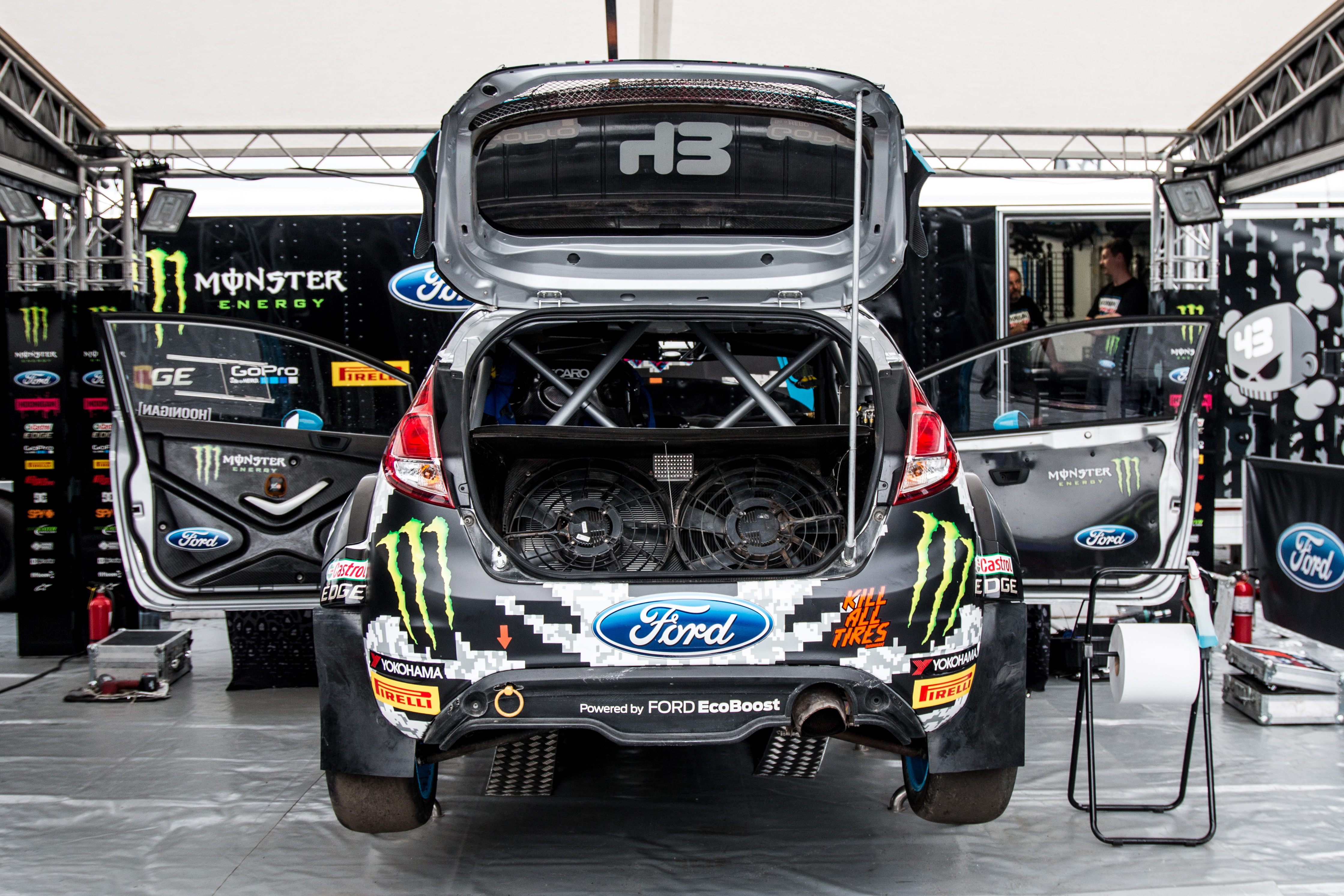
Ken Block au Global rallycross.
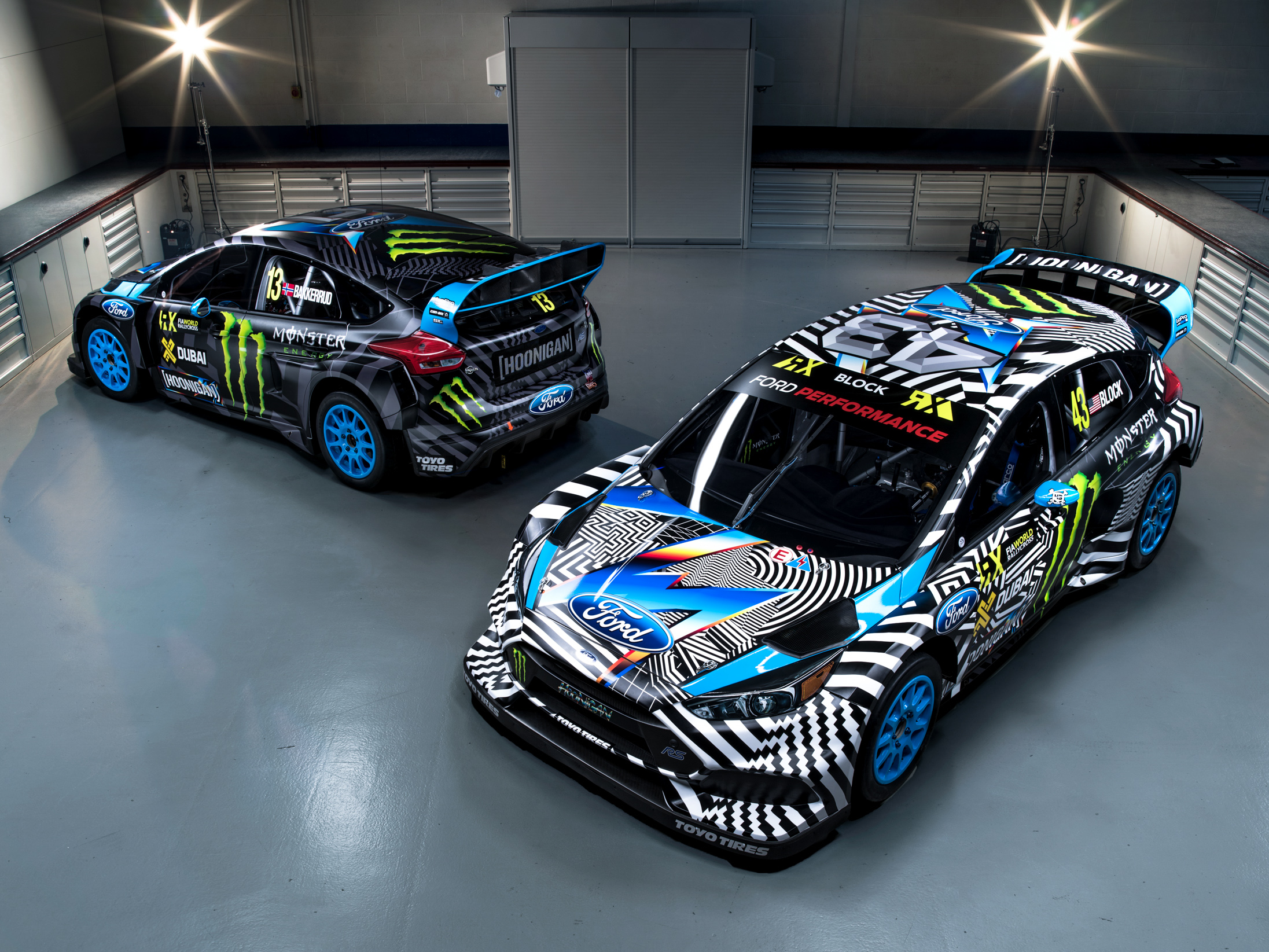
Les Ford Focus RS RX.
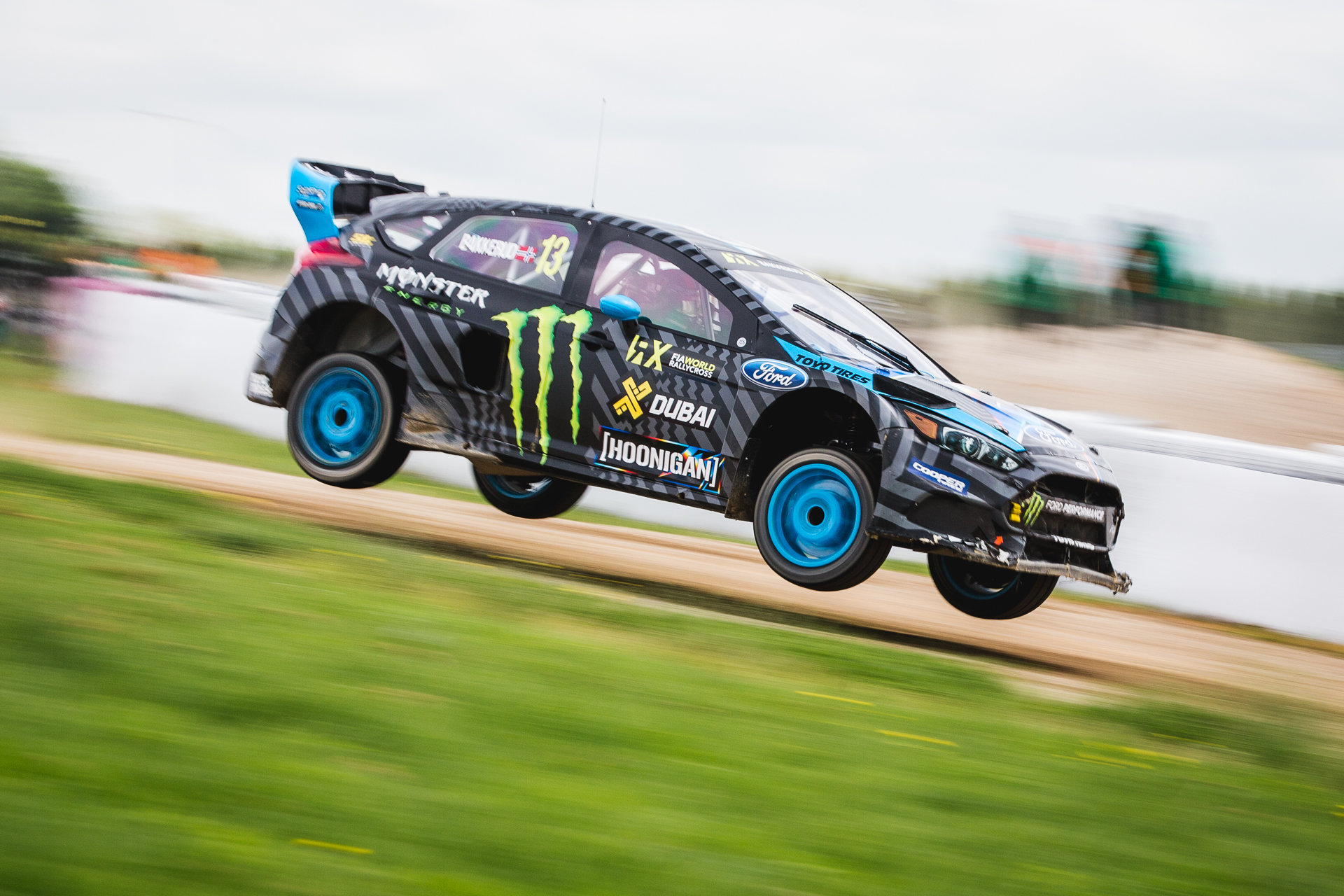
Andreas Bakkerud en 2016.